# احمد الزین (بازیکن فوتبال)
احمد الزین (عربی: أحمد يوسف الزين؛ زادهٔ ۲ ژوئیهٔ ۱۹۹۱) بازیکن فوتبال اهل عربستان سعودی است.
از باشگاه‌هایی که در آن بازی کرده‌است می‌توان به باشگاه فوتبال الاتحاد اشاره کرد.